# Grace Ellis
Pour les articles homonymes, voir Ellis.
Grace Ellis est une scénariste de bande dessinée américaine. Elle est connue pour avoir développé avec son amie Shannon Watters la nouvelle série Lumberjanes, dont elle a co-signé avec Noelle Stevenson le scénario des huit premiers épisodes en 2014.

## Récompenses
- 2015 :
  - Prix Eisner de la meilleure nouvelle série et de la meilleure publication pour adolescents pour Lumberjanes (avec Brooke A. Allen, Noelle Stevenson et Shannon Watters)
  - Prix Harvey de la meilleure publication graphique originale pour jeunes lecteurs pour Lumberjanes (avec Brooke A. Allen, Noelle Stevenson et Shannon Watters)
- 2016 :
  - Prix Harvey de la meilleure publication graphique originale pour jeunes lecteurs pour Lumberjanes (avec Brooke A. Allen, Noelle Stevenson et Shannon Watters)
- 2023 : Prix Eisner de la meilleure publication inspirée de la réalité pour Tombée d'une autre planète (avec Hannah Templer)[1]